# De Club van Sinterklaas & Het Geheim van de Speelgoeddokter
De Club van Sinterklaas & het Geheim van de Speelgoeddokter is een Nederlandse jeugdfilm uit 2012 gebaseerd op de televisieserie De Club van Sinterklaas. De film is geregisseerd door Pieter Walther Boer.

## Rolverdeling
| Acteur             | Personage        | Opmerkingen         |
| ------------------ | ---------------- | ------------------- |
| Wilbert Gieske     | Sinterklaas      |                     |
| Beryl van Praag    | Testpiet         |                     |
| Tim de Zwart       | Hoge Hoogte Piet |                     |
| Piet van der Pas   | Profpiet         |                     |
| Job Bovelander     | Talentpiet       | Roepnaam Coole Piet |
| Wim Schluter       | Muziekpiet       |                     |
| Michiel Nooter     | Kluspiet         |                     |
| Frans de Wit       | Keukenpiet       |                     |
| Charly Luske       | Dirk             |                     |
| Victoria Koblenko  | Nicole           |                     |
| Kimberley Klaver   | Erika            |                     |
| Julian Ras         | Mees             |                     |
| Laura van Bussel   | Katja            |                     |
| Ad van Kempen      | Fritz            |                     |
| Dieter Jansen      | Robot            | voice-over          |
| Dimme Treurniet    | Jack             |                     |
| Roscoe Leijen      | Regisseur        |                     |
| Yvonne Coldeweijer | Vriendin Jack    |                     |

## Titelsong
De titelsong van de film is 1 Sinterklaas, gezongen door Coole Piet Talentpiet (Job Bovelander).